# تقاد
تقاد  قرية سوريّة تتبع إداريّاً لمحافظة حلب منطقة جبل سمعان ناحية دارة عزة، بلغ تعداد سكانها 2,503 نسمة، حسب التعداد السكاني لعام 2004.
منطقة تقاد تختلف فيها الثقافات، والفرق الكبير المادي بين السكان، مما يعني فقراء تحت خط الصفر، وأغنياء جدًا.